# إليزابيث ويد وايت
إليزابيث ويد وايت (بالإنجليزية: Elizabeth Wade White) هي كاتِبة أمريكية، ولدت في 18 يونيو 1906 في واتربوري في الولايات المتحدة، وتوفيت في 11 ديسمبر 1994.